# Greucourt
Cet article possède un paronyme, voir Grécourt.
Greucourt est une ancienne commune française située dans le département de la Haute-Saône, en région Bourgogne-Franche-Comté.
Elle est devenue, le 15 décembre 2015, une commune déléguée de la commune nouvelle de La Romaine.

## Géographie

### Communes limitrophes
|            | Fresne-Saint-Mamès |             |
|            | Greucourt          | Vezet       |
| Saint-Gand |                    | La Vernotte |

## Histoire
Les communes de Greucourt, Le Pont-de-Planches et Vezet se sont regroupées pour former le 15 décembre 2015 la commune nouvelle de La Romaine (Haute-Saône).

## Politique et administration

### Rattachements administratifs et électoraux
La commune faisait partie de l'arrondissement de Vesoul du département de la Haute-Saône, en région Bourgogne-Franche-Comté. Pour l'élection des députés, elle dépend de la première circonscription de la Haute-Saône.
Elle faisait partie depuis 1793 du Canton de Fresne-Saint-Mamès. Dans le cadre du redécoupage cantonal de 2014 en France, la commune était rattachée depuis 2015 au canton de Scey-sur-Saône-et-Saint-Albin.

### Intercommunalité
La commune était membre depuis 2009 de la communauté de communes des monts de Gy. À la suite de sa création, le conseil municipal de la commune nouvelle a choisi de se rattacher à la communauté de communes des Combes, dont était membre Le Pont-de-Planches.

### Liste des maires
| Période                                  | Période       | Identité               | Étiquette | Qualité                         |
| ---------------------------------------- | ------------- | ---------------------- | --------- | ------------------------------- |
| Les données manquantes sont à compléter. |               |                        |           |                                 |
| mars 2001                                | décembre 2015 | Marie-Thérèse Gauthier |           | Réélue pour le mandat 2014-2015 |

| Période          | Période  | Identité               | Étiquette | Qualité |
| ---------------- | -------- | ---------------------- | --------- | ------- |
| 16 décembre 2015 | En cours | Marie-Thérèse Gauthier |           |         |

## Démographie
L'évolution du nombre d'habitants est connue à travers les recensements de la population effectués dans la commune depuis 1793. À partir du 1er janvier 2009, les populations légales des communes sont publiées annuellement dans le cadre d'un recensement qui repose désormais sur une collecte d'information annuelle, concernant successivement tous les territoires communaux au cours d'une période de cinq ans. 
Pour les communes de moins de 10 000 habitants, une enquête de recensement portant sur toute la population est réalisée tous les cinq ans, les populations légales des années intermédiaires étant quant à elles estimées par interpolation ou extrapolation. Pour la commune, le premier recensement exhaustif entrant dans le cadre du nouveau dispositif a été réalisé en 2004,.
En 2013, la commune comptait 77 habitants, en évolution de −13,48 % par rapport à 2008 (Haute-Saône : −0,35 %, France hors Mayotte : +2,49 %).
| 1793 | 1800 | 1806 | 1821 | 1831 | 1836 | 1841 | 1846 | 1851 |
| ---- | ---- | ---- | ---- | ---- | ---- | ---- | ---- | ---- |
| 150  | 174  | 173  | 163  | 167  | 196  | 189  | 205  | 183  |

| 1856 | 1861 | 1866 | 1872 | 1876 | 1881 | 1886 | 1891 | 1896 |
| ---- | ---- | ---- | ---- | ---- | ---- | ---- | ---- | ---- |
| 181  | 179  | 167  | 139  | 135  | 134  | 135  | 133  | 121  |

| 1901 | 1906 | 1911 | 1921 | 1926 | 1931 | 1936 | 1946 | 1954 |
| ---- | ---- | ---- | ---- | ---- | ---- | ---- | ---- | ---- |
| 112  | 130  | 118  | 114  | 100  | 109  | 123  | 115  | 117  |

| 1962 | 1968 | 1975 | 1982 | 1990 | 1999 | 2004 | 2009 | 2013 |
| ---- | ---- | ---- | ---- | ---- | ---- | ---- | ---- | ---- |
| 136  | 104  | 115  | 102  | 94   | 61   | 83   | 89   | 77   |

## Culture locale et patrimoine

### Lieux et monuments

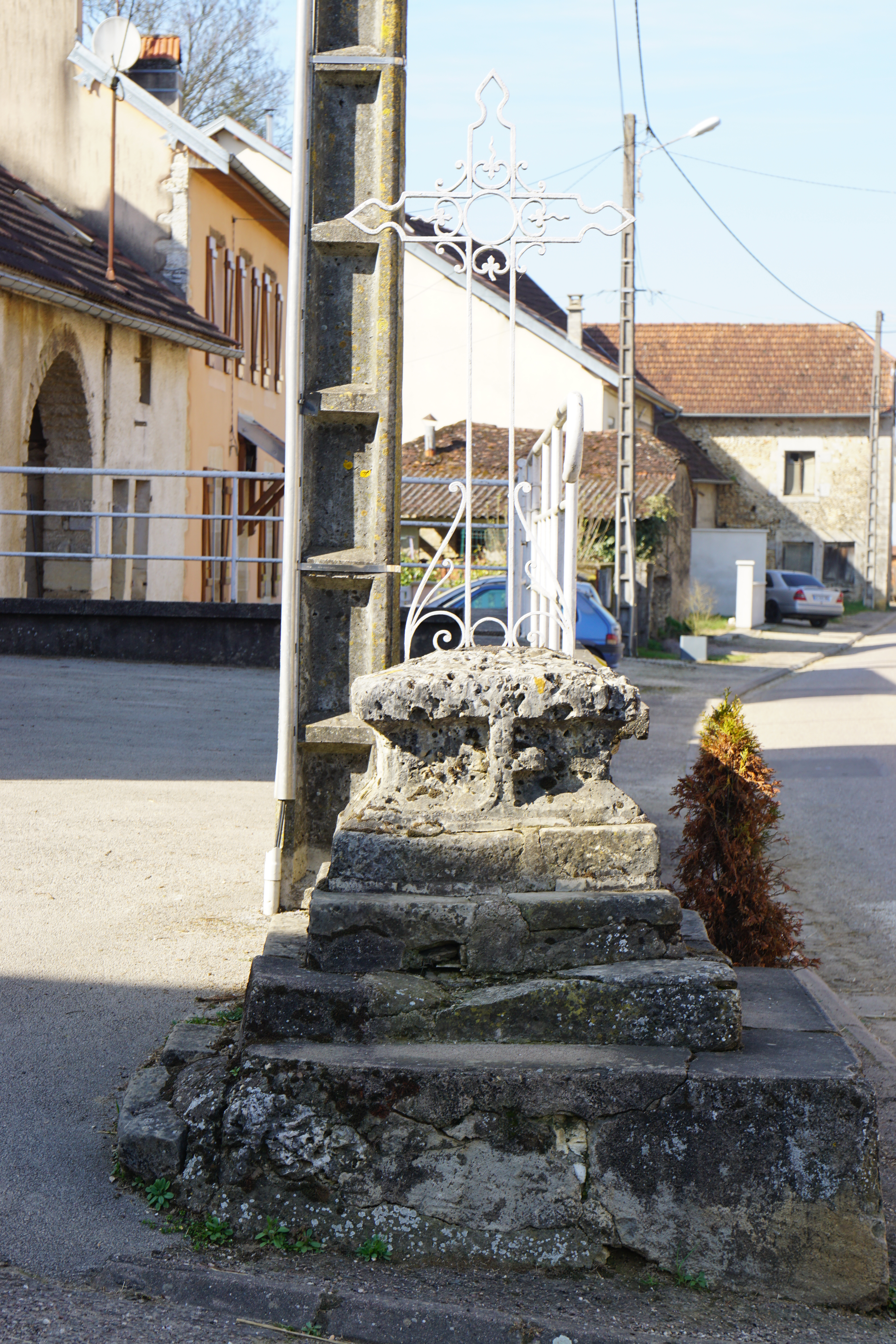
Croix.
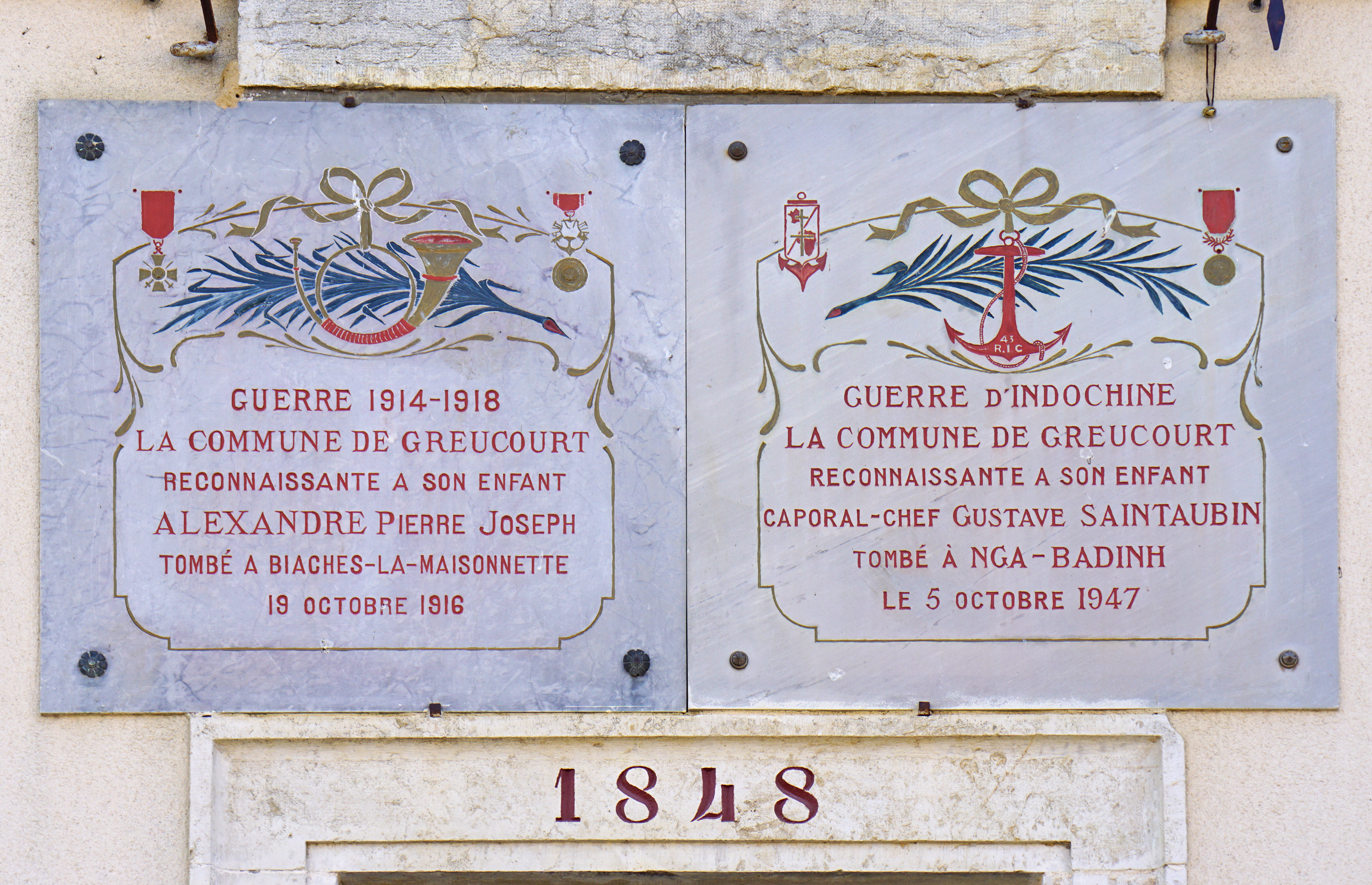
Plaques commémoratives.
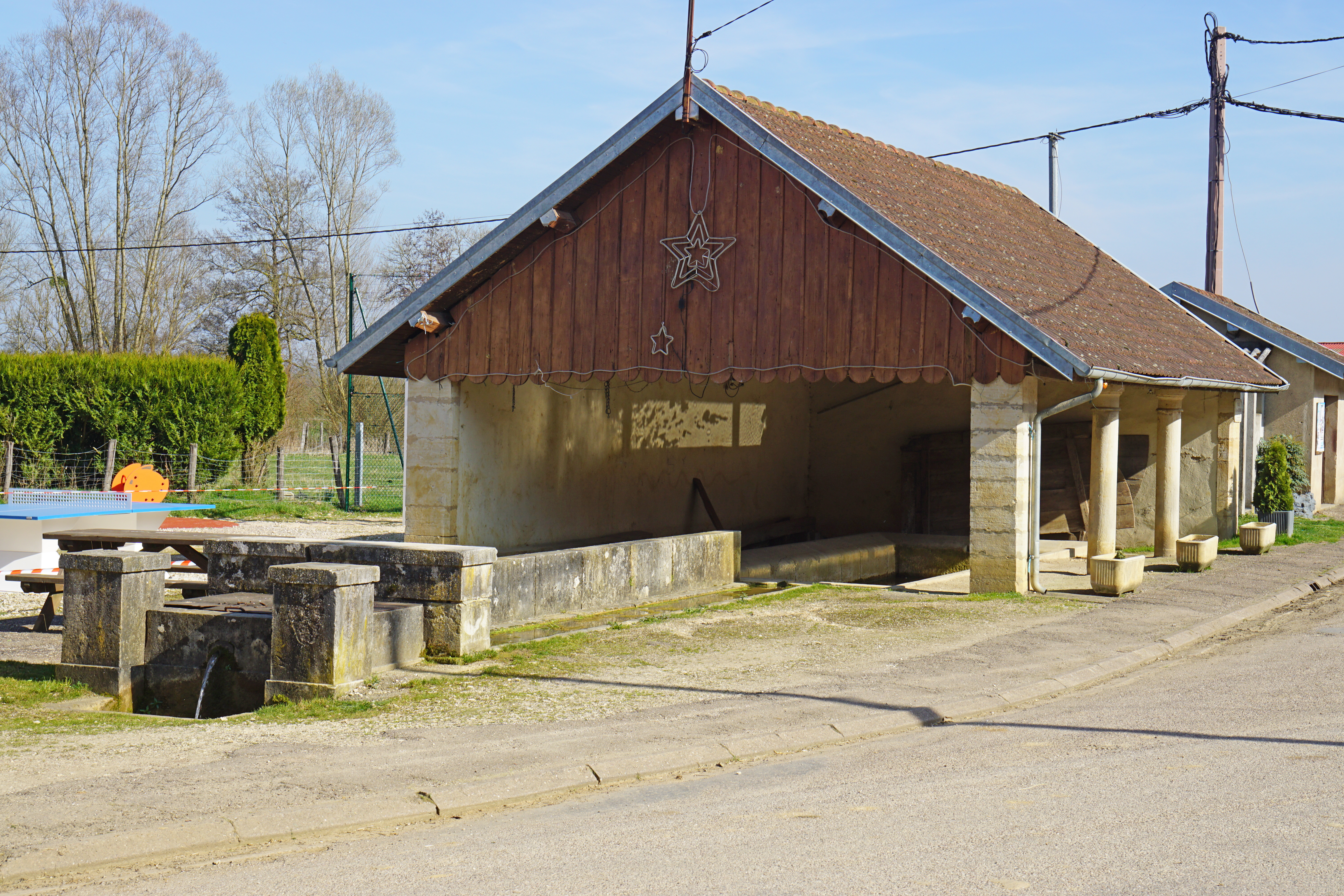
Lavoir.